# Christopher Paudiß

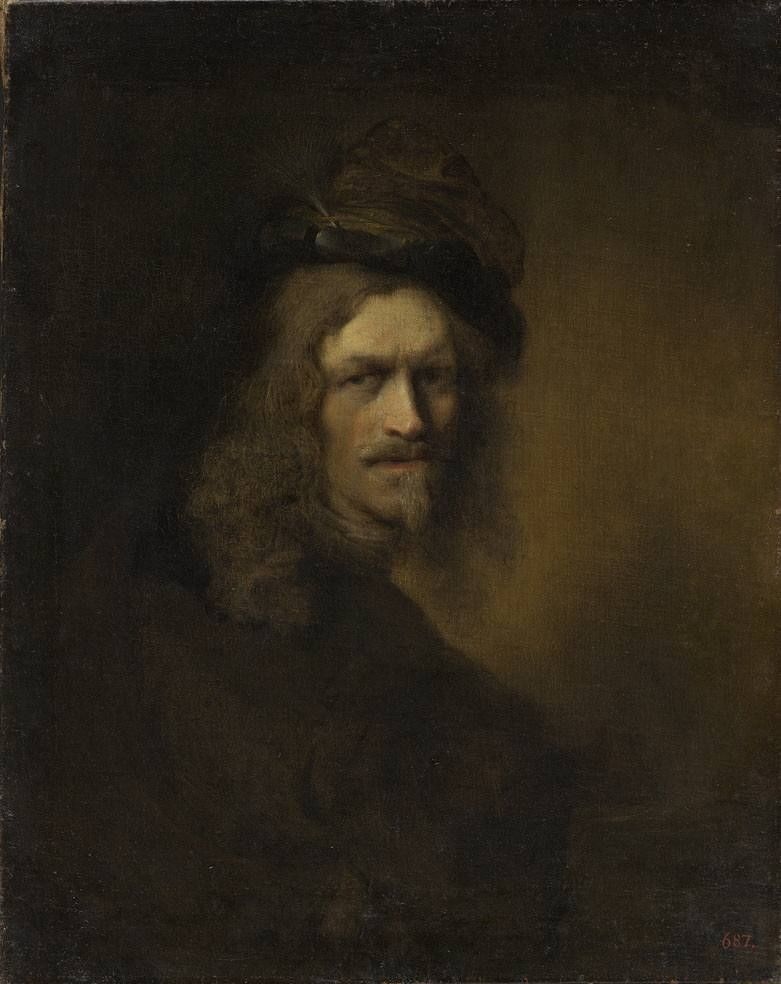
Selbstporträt

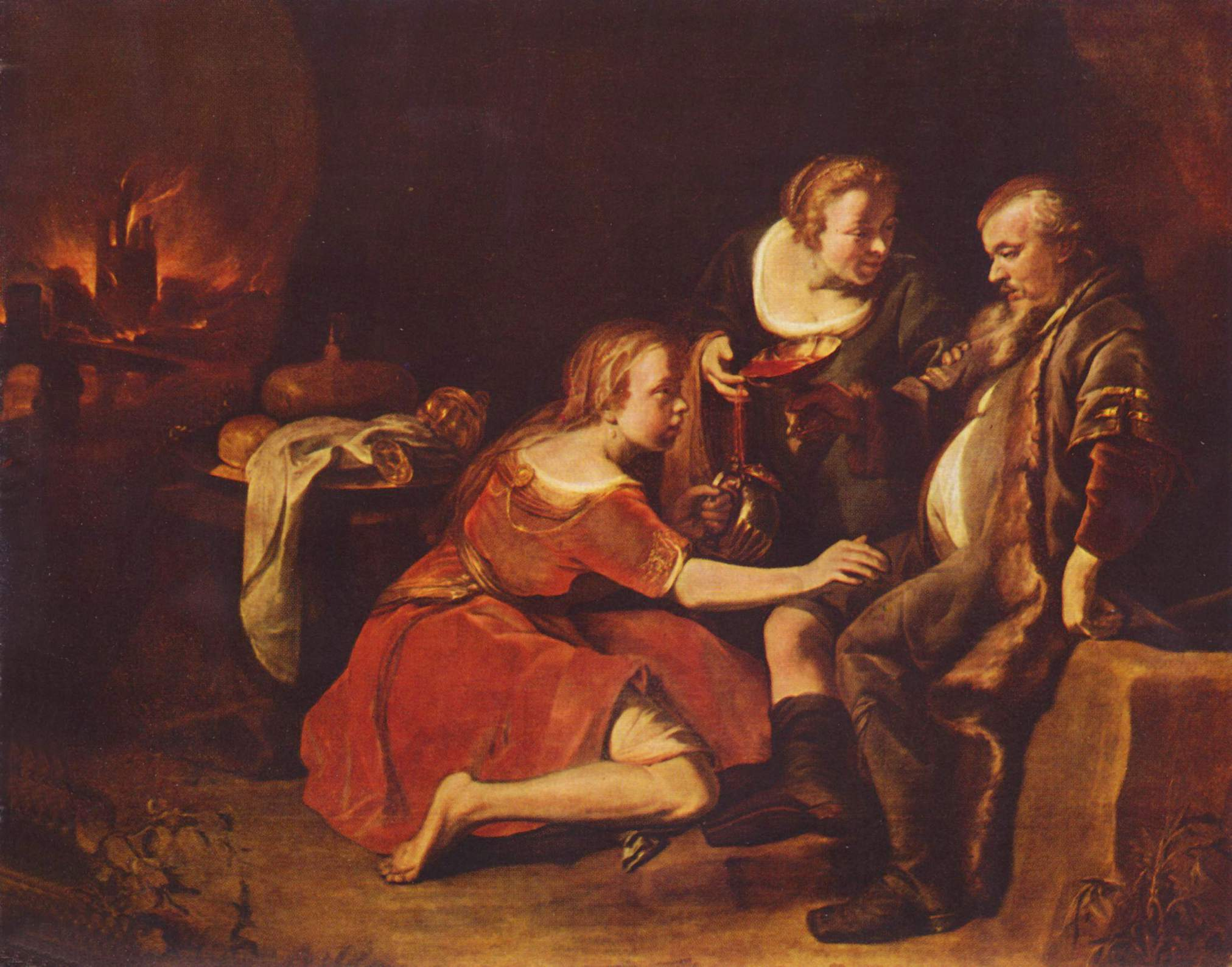
Loth und seine Töchter (um 1649, Gemäldegalerie Budapest)

Christoph Paudiß (* 1630 in Niedersachsen; † 1666 in Freising, Bayern) war ein bayerischer Maler des Barock und in jungen Jahren ein Schüler Rembrandts in Amsterdam, was zu dem Beinamen „Bayerischer Rembrandt“ führte.

## Leben
Nach vielen Stationen, zum Beispiel in Stuttgart (1656), Prag, Dresden (1659–1660), Wien und Salzburg, wurde er die letzten vier Jahre seines Lebens Hofmaler des Fürstbischofs Albrecht Sigmund von Freising. Er war zweimal verheiratet.
Zeit seines Lebens hatte er mit wirtschaftlichen Schwierigkeiten zu kämpfen. Er starb kurz nachdem ihm der Fürstbischof anlässlich eines (von Paudiß verlorenen) Künstlerwettbewerbes seine Förderung entzogen hatte. Sein zwischen 1664 und 1666 bewohntes Haus befand sich in der Heiliggeistgasse, zwischen dem Heiliggeistspital und der früheren Knabenschule St. Georg; das Haus existiert nicht mehr. Die frühere Bezeichnung an dieser Stelle war „Im Barthof“, jetzt „Christopher-Paudiß-Platz“.

## Werk
Er malte Stillleben, Porträts, Tierbilder, Historienbilder und vor allem große Bilder von armen Leuten auf dem Lande. Seine Gemälde und Fresken bilden oft düster gestaltete Alltagsmotive ab; Porträts malte er hingegen selten. Dabei orientierte er sich an der Kunst Rembrandts. Das Freisinger Diözesanmuseum verfügt über die größte Sammlung seiner Gemälde (15, davon fünf Leihgaben). Dort fand 2007 die Ausstellung Christopher Paudiß – Der bayerische Rembrandt? statt.

### Liste
(Auswahl)
- Porträt eines jungen Mannes mit Pelzmütze, um 1660 (Eremitage St. Petersburg seit mind. 1859)
- Porträt eines Mannes, Privatsammlung, um 1661 (Budapest)
- Der alte Bauer mit dem Kälbchen und dem Metzger, 1662 (Diözesanmuseum Freising)
- Frierende Kinder
- Der Marodeur
- Selbstporträt
- Bildnis eines Heiducken in hoher Mütze. Öl auf Leinwand, 59 × 51,5 cm (Gemäldegalerie Alte Meister Dresden, Kat. 1930, Nr. 1995, das Bild stand im Mittelpunkt einer Beutekunstverhandlung im Jahr 2001)[7]
- Alter Bauer mit geschultertem Kalb, junger Frau und Ziegenbock, um 1663/1664, Leinwand 170 × 234 cm, signiert unten links "Christofher Paudiß", Alte Pinakothek München, Inv. Nr. 15168 (ausgestellt)
- Küchenstillleben, 55 cm × 69,5 cm
- Küchentisch mit Pfeife, Heringen und Bier
- Vertreibung der Händler aus dem Tempel, 1665, ehemals Hochaltarbild der Benediktuskirche Freising (Diözesanmuseum Freising)
- Heimkehr vom Markt
- Hl. Hieronymus, 1656/58
- Die Marter des heiligen Thiemo, ehemals Altarbild aus dem Salzburger Dom (Kunsthistorisches Museum Wien)
- Loth und seine Töchter, 1649